# Championnat de Malte de football 1992-1993
Navigation
Saison précédente Saison suivante

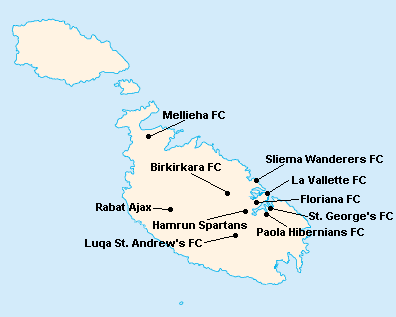
Répartition géographique des clubs en Premier League Maltaise 1992-1993

La saison 1992-1993 de Premier League Maltaise est la 78e édition de la première division maltaise.
Lors de cette saison, le La Vallette FC a tenté de conserver son titre de champion face aux neuf meilleurs clubs maltais lors d'une série de matchs se déroulant sur toute l'année.
Les dix clubs participants au championnat ont été confrontés à deux reprises aux neuf autres.
C'est le Floriana FC qui a été sacré champion de Malte pour la vingt-cinquième fois.
Deux places étaient qualificatives pour les compétitions européennes, la troisième place étant celle du vainqueur du Trophée Rothman 1992-1993.

## Qualifications en coupe d'Europe
À l'issue de la saison, le champion a participé au tour préliminaire de la Ligue des champions 1993-1994.
Le finaliste du Trophée Rothman, le vainqueur étant le Floriana FC, a pris la place pour la Coupe des coupes 1993-1994.
Le troisième du championnat, le Hamrun Spartans n'ayant pas été accepté en coupe d'europe, a pris la place en Coupe UEFA 1993-1994.

## Les dix clubs participants
| Club                 | Stade             | Capacité | Ville      |
| -------------------- | ----------------- | -------- | ---------- |
| Birkirkara-Luxol     | Infetti Ground    | 2 000    | Birkirkara |
| Floriana FC          | -                 | -        | Floriana   |
| Hamrun Spartans      | Victor Tedesco    | 6 000    | Hamrun     |
| Paola Hibernians FC  | Hibernians Ground | 8 000    | Paola      |
| Luqa St. Andrew's FC | -                 | -        | Luqa       |
| Mellieha FC          | -                 | -        | Mellieha   |
| Rabat Ajax           | -                 | -        | Rabat      |
| Sliema Wanderers FC  | Guze Fava Ground  | 4 000    | Sliema     |
| St. George's FC      | -                 | -        | Bormla     |
| La Vallette FC       | -                 | -        | La Valette |

L'île de Malte étant relativement petite, les clubs évoluent tous au stade National Ta'Qali (17 400 places). Certain cependant ont leur propre enceinte qu'ils peuvent éventuellement utiliser.

## Compétition

### Classement
| Rang | Équipe               | Pts | J  | G  | N | P  | Bp | Bc | Diff |
| ---- | -------------------- | --- | -- | -- | - | -- | -- | -- | ---- |
| 1    | Floriana FC (C)      | 29  | 18 | 13 | 3 | 2  | 35 | 13 | +22  |
| 2    | Hamrun Spartans      | 24  | 18 | 12 | 2 | 5  | 46 | 23 | +23  |
| 3    | La Vallette FC (T)   | 24  | 18 | 10 | 4 | 4  | 32 | 23 | +9   |
| 4    | Luqa St. Andrew's FC | 22  | 18 | 9  | 4 | 5  | 43 | 30 | +13  |
| 5    | Paola Hibernians FC  | 21  | 18 | 9  | 3 | 6  | 45 | 30 | +15  |
| 6    | Rabat Ajax           | 15  | 18 | 6  | 3 | 9  | 30 | 38 | -8   |
| 7    | Sliema Wanderers FC  | 15  | 18 | 6  | 3 | 9  | 26 | 31 | -5   |
| 8    | Birkirkara FC        | 13  | 18 | 5  | 3 | 10 | 22 | 37 | -15  |
| 9    | St. George's FC (P)  | 6   | 18 | 3  | 4 | 11 | 18 | 44 | -26  |
| 10   | Mellieha FC (P)      | 6   | 18 | 2  | 3 | 13 | 14 | 42 | -28  |

| Légende : Qualifications et relégations | Légende : Qualifications et relégations                                                     |
| --------------------------------------- | ------------------------------------------------------------------------------------------- |
|                                         | Ligue des champions 1993-1994 (Tour préliminaire)                                           |
|                                         | Coupe des coupes 1993-1994 (Tour de qualification)                                          |
|                                         | Coupe UEFA 1993-1994 (1er Tour)                                                             |
|                                         | Relégation en First Division Maltaise                                                       |
|                                         | (T) : Tenant du titre 1991-1992 (P) : Promu en 1991-1992 (C) : Vainqueur du Trophée Rothman |

### Matchs
| Résultats (▼dom., ►ext.)                                   | Bir | Flo | Ham | Hib | Luq | Mel | Rab | Sli | StG | Val |
| Birkirkara FC                                              |     | 0-1 | 2-3 | 2-1 | 3-2 | 2-1 | 1-1 | 2-1 | 1-1 | 1-4 |
| Floriana FC                                                | 5-1 |     | 1-0 | 1-0 | 2-2 | 3-0 | 3-0 | 3-1 | 2-0 | 0-0 |
| Hamrun Spartans                                            | 3-1 | 1-2 |     | 4-1 | 1-2 | 6-0 | 4-0 | 2-0 | 3-1 | 2-1 |
| Paola Hibernians FC                                        | 4-2 | 1-2 | 2-2 |     | 2-4 | 1-0 | 3-1 | 1-1 | 5-1 | 5-0 |
| Luqa St. Andrew's FC                                       | 2-0 | 2-1 | 4-1 | 3-3 |     | 6-1 | 1-1 | 2-1 | 0-0 | 0-1 |
| Mellieha FC                                                | 0-1 | 1-1 | 2-1 | 0-3 | 2-5 |     | 2-4 | 2-1 | 1-1 | 1-1 |
| Rabat Ajax                                                 | 0-0 | 1-3 | 0-4 | 2-5 | 3-5 | 2-1 |     | 3-1 | 7-0 | 4-2 |
| Sliema Wanderers FC                                        | 2-1 | 2-4 | 1-3 | 1-0 | 2-1 | 2-0 | 1-0 |     | 5-2 | 1-1 |
| St. George's FC                                            | 2-1 | 0-1 | 1-4 | 2-4 | 3-2 | 1-0 | 0-1 | 2-2 |     | 1-2 |
| La Vallette FC                                             | 4-1 | 1-0 | 2-2 | 2-4 | 3-0 | 1-0 | 2-0 | 2-1 | 3-0 |     |
| - Victoire à domicile - Match nul - Victoire à l'extérieur |     |     |     |     |     |     |     |     |     |     |

## Bilan de la saison
| Tableau d'Honneur       |                 |
| Compétition             | Vainqueur       |
| Premier League Maltaise | Floriana FC     |
| Trophée Rothman         | Floriana FC     |
| Supercoupe de Malte     | Hamrun Spartans |

| Qualifications européennes 1993-1994 |                     |
| Ligue des champions                  | Qualifiés           |
| Tour préliminaire                    | Floriana FC         |
| Coupe des coupes                     | Qualifiés           |
| Tour de qualification                | Sliema Wanderers FC |
| Coupe UEFA                           | Qualifiés           |
| 1er tour                             | La Vallette FC      |

| Promotions et relégations           |                             |
| Relégués en First Division Maltaise | St. George's FC Mellieha FC |
| Promus de First Division Maltaise   | Mqabba FC Zurrieq FC        |